# Jazz in Marciac

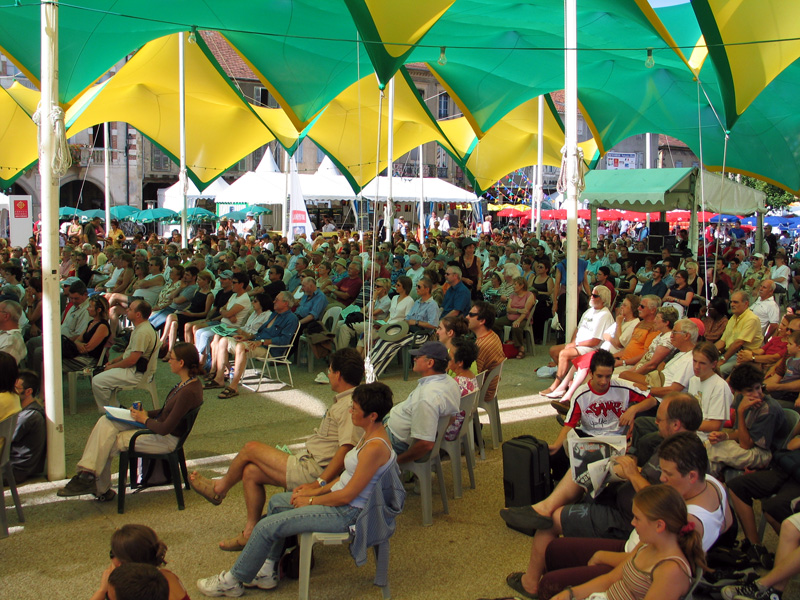
Jazz in Marciac 2005: Freies Konzert auf dem zentralen Platz

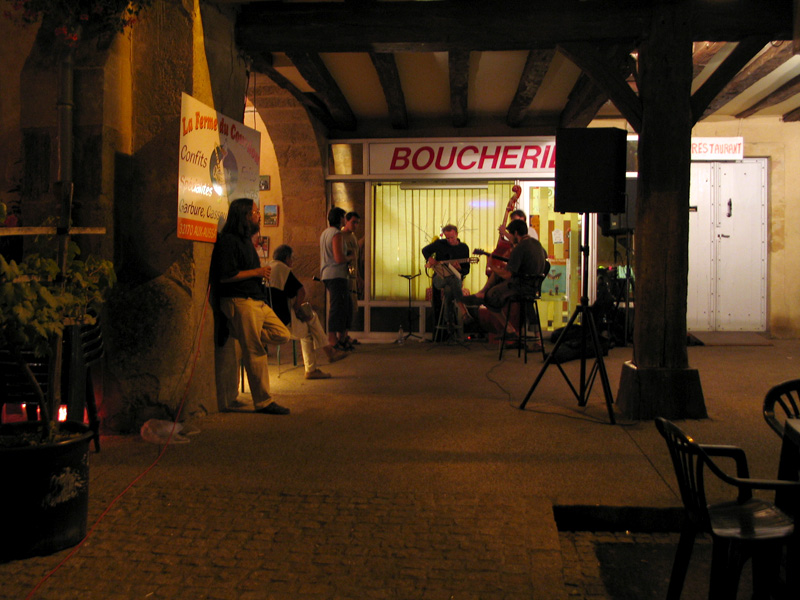
Am Rande des Festivals finden auch spontane Begegnungen zwischen Musikern statt

Das Jazzfestival von Marciac („Jazz in Marciac“, JIM), einem kleinen (1200 Einwohner) mittelalterlichen Ort in der Gascogne im Südwesten Frankreichs (Departement Gers) westlich von Toulouse auf halbem Weg zwischen Auch und Tarbes, findet jährlich von Ende Juli bis Anfang August (Dauer etwa zweieinhalb Wochen) statt und ist international besetzt. Es wurde 1978 ins Leben gerufen von einem Jazz-begeisterten Englischlehrer und Schulleiter des Ortes (später auch mehrfach Bürgermeister), Jean-Louis Guilhauman, der Bill Coleman, der sich in der Nähe zur Ruhe gesetzt hatte, zum Mitwirken bewegen konnte. Dabei war es anfangs auf den Oldtime Jazz und Gospelmusik beschränkt, es traten Musiker wie Guy Lafitte und das Golden Gate Quartet auf. Heute ist es ein wichtiges internationales Jazzfestival mit meist über 200000 Besuchern im Jahr. Neben Jazz und Gospelmusik (in der Kirche aus dem 13. Jahrhundert) wird auch dem Blues und Rhythm and Blues ein Platz eingeräumt. Das Festival wird mit etwa 700 freiwilligen Mitarbeitern durchgeführt. Neben den Konzerten im Chapiteau (einer temporär errichteten Konzerthalle mit 6000 Plätzen) finden auf dem zentralen Platz des Ortes Konzerte mit freiem Eintritt statt.
Auch außerhalb des Festivals finden im Ort Konzerte mit überregional bekannten Musikern und auch Workshops statt, u. a. geleitet von Wynton Marsalis (der auch die Patronage über die örtliche Schul-Big-Band übernahm). Es gibt auch eine Jazz-Schule und ein Jazz-Museum („Territoires du Jazz“).
In Marciac traten u. a. auf Dizzy Gillespie, Wayne Shorter, Sonny Rollins, Ray Brown, Stan Getz, Ray Charles, Lionel Hampton, Oscar Peterson, Max Roach, Dianne Reeves, Philip Catherine, Paolo Fresu, Aldo Romano, Tito Puente, Stéphane Grappelli, Michel Petrucciani, Joshua Redman, das Modern Jazz Quartet, Herbie Hancock, Keith Jarrett, Diana Krall, Gerry Mulligan, Ornette Coleman, Michel Portal, Joe Zawinul, The Rite of Strings (Al Di Meola / Stanley Clarke / Jean-Luc Ponty), Roberto Fonseca, Fatoumata Diawara und Wynton Marsalis.